# 376694 Kassák
376694 Kassák è un asteroide della fascia principale. Scoperto nel 2011, presenta un'orbita caratterizzata da un semiasse maggiore pari a 3,1451027 UA e da un'eccentricità di 0,1902102, inclinata di 10,22671° rispetto all'eclittica.
L'asteroide è dedicato allo scrittore ungherese Lajos Kassák.